# Valeri Vasiljev
Valeri Ivanovitsj Vasiljev (Russisch: Валерий Иванович Васильев) (Volkhovo (Oblast Novgorod), 3 augustus 1949 - Moskou, 19 april 2012) is een Sovjet-Russisch ijshockeyer.
Vasiljev won tijdens de Olympische Winterspelen 1972, Olympische Winterspelen 1976 de gouden medaille en in Olympische Winterspelen 1980 de zilveren medaille.
In totaal werd Vasiljev achtmaal wereldkampioen.
Vasiljev speelde jarenlang voor HC Dinamo Moskou.